# Lelu (gemeente)
Lelu is een gemeente in Kosrae, een deelstaat van Micronesia. Het grootste deel van Lelu bevindt zich op het hoofdeiland van Kosrae, maar ook het eiland Lelu (waarnaar zij is vernoemd) behoort tot de gemeente.
De hoofdplaats van de gemeente is het gelijknamige Lelu op het eiland Lelu, maar de hoofdstad van Kosrae, Tofol, bevindt zich ook in de gemeente.

## Geboren in Lelu
- Jacob Nena (1941-2022), politicus; president van Micronesië 1997-1999

Lelu · Malem · Tafunsak · Utwe · Walung